# Brodnica (gemeente in powiat Brodnicki)
De gemeente Brodnica is een landgemeente in het Poolse woiwodschap Koejavië-Pommeren, in powiat Brodnicki.
De zetel van de gemeente is in Brodnica.
Op 30 juni 2004 telde de gemeente 6311 inwoners.

## Oppervlakte gegevens
In 2002 bedroeg de totale oppervlakte van gemeente Brodnica 126,96 km², waarvan:
- agrarisch gebied: 68%
- bossen: 18%

De gemeente beslaat 12,22% van de totale oppervlakte van de powiat.

## Demografie
Stand op 30 juni 2004:
| Omschrijving                   | Totaal | Totaal | Vrouwen | Vrouwen | Mannen | Mannen |
| ------------------------------ | ------ | ------ | ------- | ------- | ------ | ------ |
| eenheid                        | aantal | %      | aantal  | %       | aantal | %      |
| inwoners                       | 6311   | 100    | 3100    | 49,1    | 3211   | 50,9   |
| bevolkingsdichtheid (inw./km²) | 49,7   | 49,7   | 24,4    | 24,4    | 25,3   | 25,3   |

In 2002 bedroeg het gemiddelde inkomen per inwoner 1235,41 zł.

## Administratieve plaatsen (sołectwo)
Cielęta, Dzierżno, Gorczenica, Gorczeniczka, Gortatowo, Karbowo, Kominy, Kozi Róg, Kruszynki, Moczadła, Niewierz, Nowy Dwór, Opalenica, Podgórz, Sobiesierzno, Szabda, Szczuka, Szymkowo, Wybudowanie Michałowo.

## Aangrenzende gemeenten
Bartniczka, Bobrowo, Brodnica, Brzozie, Osiek, Świedziebnia, Zbiczno